# 好川貴裄
好川 貴裄（よしかわ たかゆき、1978年9月13日 - ）は、日本の男性声優、俳優。大阪府出身。旧芸名、好川 隆之（読み同じ）。

## 略歴
興國高等学校、アミューズメントメディア総合学院大阪校卒業。
以前はアドヴァンスプロモーションに所属していた。

## 人物
方言は大阪弁、京都弁。
趣味はインターネット、ネットサーフィン、読書、ゲーム、サイクリング、ブログ。特技はホームページ作成、眉毛を片方だけ動かす。
免許・資格は原動機付自電車免許。

## 出演作品

### 映画
- 「東京難民」（2014年2月22日公開、キングレコード　監督：佐々部清）
- 「劇場版 S -最後の警官- 奪還 RECOVERY OF OUR FUTURE」（2015年8月29日公開、配給：東宝）
- 「ゾウを撫でる」（2017年1月14日公開、シネムーブ　監督：佐々部清）

### 舞台
- 劇団虹っ子「風の童子」「花咲き山は花ざかり」
- 「水の手紙」井上ひさし作（イーストステージ・いけぶくろ） -　老年 役
- 「伊坂幸太郎　マリアビートル」（ラゾーナ川崎） -　木村雄一 役
- 「深夜食堂」原作：安倍夜郎（シアター代官山） -　川田勝利（カッちゃん） 役

### テレビドラマ
- 怨み屋本舗（テレビ東京）
- 隠蔽捜査（TBS）
- 外科医 鳩村周五郎13（2014年7月4日、フジテレビ)

再現ドラマ
- ビートたけしのTVタックル（テレビ朝日）
- サタデーバリューフィーバー　もしものピンチ教習所（2011年10月15日、日本テレビ） -　運河悪男 役
- 奇跡体験!アンビリバボー　実録・怪奇現象の謎を解け！仰天ミステリーSP（2015年1月15日、フジテレビ） -　五味賢一 役

### テレビアニメ
2007年
- はなけろ（ゴロー）

2013年
- ムシブギョー（海野六郎）

### ゲーム
2015年
- ニキ日記 〜世界旅行編〜

### 吹き替え
- デッド・ファクトリー
- デッドランド
- CO2

### VP（ビデオパッケージ）
- NHK社内用「NHKで番組を制作するあなたへ」 -　高木章一郎 役
- NHK社内用「ソーシャルメディアに潜むリスク」 -　河野誠 役

### アプリ
- まいっちんぐマチコ先生（校長先生・ケン太の父）※音音コミック　※フルボイスデジタルコミックアプリ